# Trigonodes trigonodesia
Trigonodes trigonodesia là một loài bướm đêm trong họ Noctuidae.